# Рюбампре, Филипп-Антуан де
Филипп-Антуан-Доминик-Франсуа де Рюбампре (фр. Philippe-Antoine-Dominique-François de Rubempré); ум. 15 мая 1707, Брюссель), князь де Рюбампре и Эверберг, граф де Вертен — военный и государственный деятель Испанских Нидерландов.

## Биография
Сын Шарля-Филиппа де Рюбампре, графа де Вертен, и Мари д'Аверу-Бретань. Внук Филиппа де Рюбампре, и последний мужской представитель дома де Рюбампре.
Кампмейстер кавалерии, великий загонщик Брабанта, комиссар для обновления законов городов и шателений Фландрии, депутат Штатов Брабанта.
Поступил на военную службу в 13 лет. Участвовал во взятии Рокруа (1653), Мондидье и Руа, сражениях за Аррас и Валансьен (1654—1656), в отвоевании последнего, во встрече у Коммина, оказании помощи Бушену, обороне Ипра, битве при Дюнкерке и многих других делах. Несколько раз был тяжело ранен, потерял большую часть семейных владений, находившихся на территориях, захваченных французами в Деволюционной и Голландской войнах, сохранив только баронию Эверберг и земли, доставшиеся от жены.
В качестве вознаграждения за долгую и верную службу барония Эверберг жалованной грамотой Карла II от 1 мая 1686 была возведена в ранг княжества с титулом Рюбампре и Эверберг.
13 января 1700 Филипп де Рюбампре был пожалован в рыцари ордена Золотого руна.

## Семья
Жена: Мария Анна Схоластика ван ден Тимпел-де-Брабант, графиня де Мюлерт, де Отреппе и Священной Римской империи, дочь Луи-Шарля ван ден Тимпел-де-Брабант, и Вильгельмины Мюлерт, вдова Гийома-Шарля-Франсуа Бургундского, графа де Вакена
Дочь:
- Луиза-Брижит де Рюбампре (ум. 15.08.1730), княгиня де Рюбампре и Эверберг, графиня де Вертен. Муж 1): граф Фридрих Карл фон Зальм, вильд- и рейнграф цу Даун и Кирбург (ум. 1696); 2) (24.11.1704): Филипп-Франсуа де Мерод (ум. 1742), граф де Монфор. Принял имя и герб дома де Рюбампре